# Veronica Campbell-Brown
Veronica Angela Campbell-Brown (Trelawny, 15 de Maio de 1982) é uma atleta jamaicana, especialista em provas de velocidade, campeã olímpica e mundial de atletismo.
Especialista nos 200 m rasos, conquistou sete medalhas em Jogos Olímpicos e doze em campeonatos mundiais de atletismo ao ar livre e em pista coberta, num total de dezoito com sete delas de ouro. É uma das poucas atletas do mundo a ter conquistado títulos mundiais nas categoria juvenil, júnior e adulto.

## Carreira
Começou no atletismo internacional ainda adolescente, aos 17 anos, vencendo os 100 m rasos no primeiro Campeonato Mundial Juvenil de Atletismo, em Bydgoszcz, na Polônia. Em 2000, tornou-se  a primeira jamaicana a ganhar dois ouros nas duas provas de velocidade, 100 e 200 m, no Campeonato Mundial Júnior de Atletismo, em Santiago do Chile e também a primeira a ganhar uma medalha de ouro olímpica, nos 200m – e também integrando o revezamento 4x100 m – em Atenas 2004.
Nos anos seguintes conquistou diversas medalhas de prata e bronze nos 100, 200 e 4x100 m nos Mundiais de Helsinque 2005 e Osaka 2007. Neste último, também ganhou o ouro nos 100 rasos. Sua terceira medalha de ouro olímpica veio nos 200 m de Pequim 2008, prova em que foi bicampeã. No Mundial de Daegu 2011, voltou a vencer nos 200 metros, derrotando duas de suas maiores adversárias, as norte-americanas Allyson Felix e Carmelita Jeter.
Bicampeã mundial indoor dos 60 m em Doha 2010  e Istambul 2012, prova só corrida em pista coberta, sua última participação num grande evento global foi nos Jogos Olímpicos de Londres 2012, onde ficou com a prata no 4x100 m e o bronze nos 200 m rasos.
Depois de um período afastada das pistas por acusações de doping das quais foi depois inocentada,  seu retorno aos eventos globais foi no Mundial de Pequim 2015, onde ficou com a medalha de bronze nos 200 m rasos, com a marca de 21s97.

### Doping
Em junho de 2013, Campbell-Brown envolveu-se em um caso de doping, após testar positivo para um diurético durante o Jamaica International Invitational, realizado em 4 de maio. Foi suspensa preventivamente pela Federação Jamaicana de Atletismo e pela IAAF e retirou-se voluntariamente das competições para aguardar julgamento pelo painel da Federação Internacional. Em fevereiro de 2014 o Tribunal Arbitral do Esporte a inocentou das acusações, permitindo que a atleta voltasse às competições. Devido a este fato, ela não participou do Campeonato Mundial de Atletismo de 2013, em Moscou.

## Vida pessoal
Em 2007 casou-se com o também atleta jamaicano Omar Brown, numa cerimônia que contou com a presença do primeiro-ministro da Jamaica, Bruce Golding, passando a adotar o sobrenome Campbell-Brown. Em 2009 foi apontada Embaixadora da Boa Vontade pela UNESCO, e se comprometeu a usar a função para promover a igualdade entre os sexos no esporte. Atualmente Brown e seu marido vivem e treinam em Clermont, na Flórida, EUA.